# DMG Mori Global One
Cet article concerne un voilier. Pour l'entreprise, voir DMG Mori.
DMG Mori Global One de son nom de course — Spirit of Yukoh V de « son nom officiel » — est un voilier monocoque japonais de 60 pieds, foiler conçu pour la course au large, lancé en 2019. Il répond aux normes de la classe Imoca. Il est barré par le Japonais Kōjirō Shiraishi.

## Historique

### Conception
En 2016, sur Spirit of Yukoh IV, le navigateur japonais Kōjirō Shiraishi est le premier Asiatique à prendre le départ d'un Vendée Globe. Il démâte au large du cap de Bonne-Espérance, et doit abandonner.
En vue du Vendée Globe 2020-2021, il trouve un partenaire : DMG Mori, fabricant germano-nippon de machines-outils. Il peut cette fois s'entourer d'une véritable équipe de professionnels. Plutôt que sur l'achat d'un bateau, le choix se porte sur une construction. Pour gagner du temps, pour respecter le calendrier d'entraînement qui doit mener au Vendée Globe, l'équipe choisit de louer les moules du Charal de Jérémie Beyou, un plan VPLP.
Le chantier démarre en décembre 2018 chez Multiplast, à Vannes. DMG Mori va être « un bateau simple et fiable », mais un foiler puissant, comme Charal. Par rapport aux Imoca du Vendée Globe 2016-2017, on a un bateau plus étroit, car on est sûr à présent que les foils fonctionnent. L'arrière est donc moins « carré ». « La stabilité n’est plus due aux formes, mais aux appendices », dit Yann Penfornis, directeur général de Multiplast. Le nouvel Imoca ressemble beaucoup à Charal :  « À part quelques très légers détails autour du rouf, c’est son sister-ship, mais à la mode japonaise », c'est-à-dire que tout a été passé au crible, remis en question, sans forcément finir par être modifié.

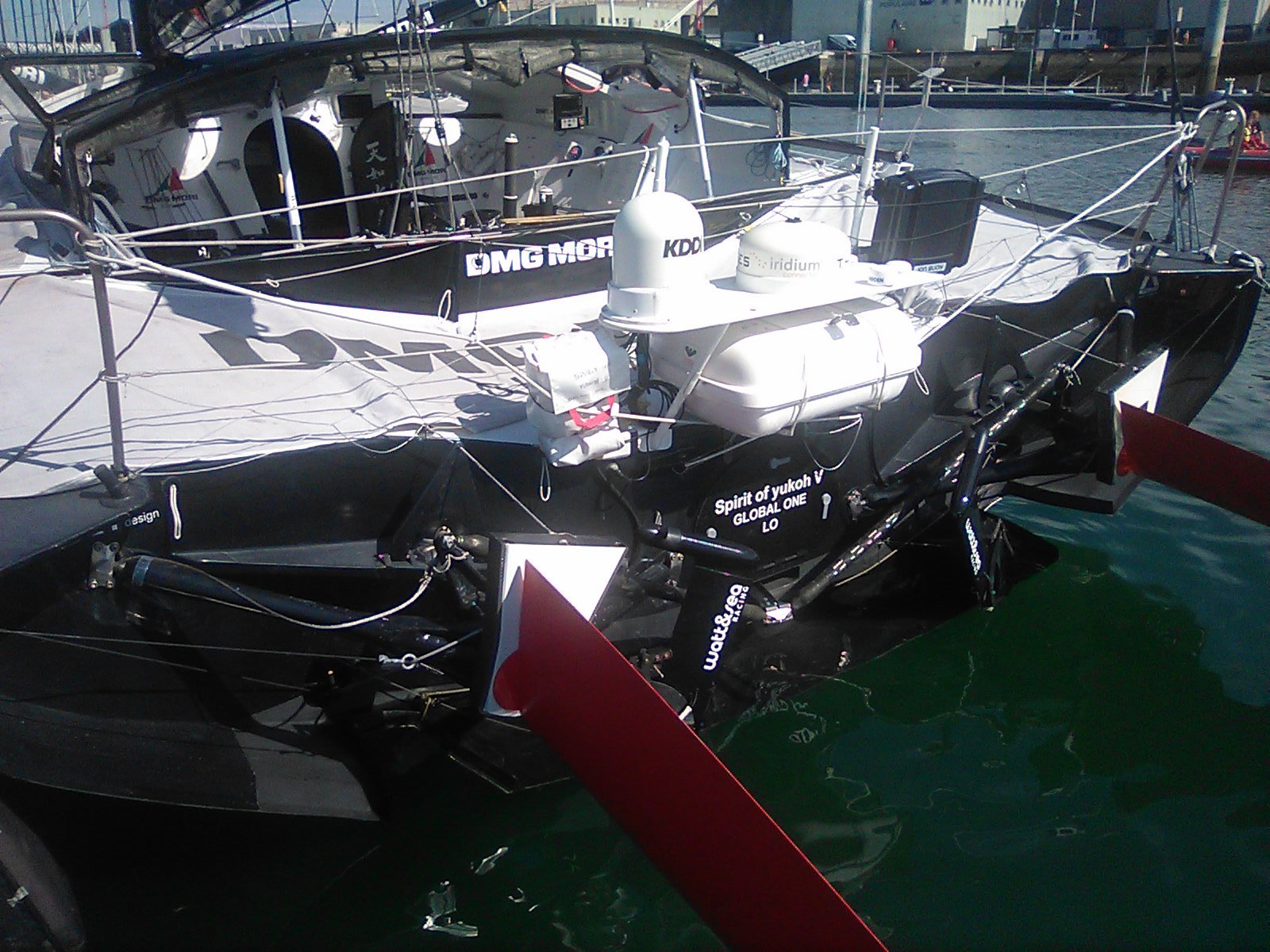
Tableau arrière où figure le « nom officiel » de DMG Mori Global One : Spirit of Yukoh V.

Shiraishi va garder les foils d'origine pour le Vendée Globe, tandis que Beyou prévoit de remplacer ceux de Charal par des foils courbes. L'équipe de Shiraishi peut échanger avec celle de Beyou. « De travailler sur le même moule, ça crée des liens, reconnaît Shiraishi. On a pu, sur pas mal de points de détail, bénéficier de l’expertise du bureau d’étude de Charal. Ça nous a permis de gagner du temps. Mais chaque projet est autonome. »
Après neuf mois de travail, soit 30 000 heures, l'Imoca est mis à l'eau à Vannes le 2 septembre 2019. Son nom de course est DMG Mori Global One. Il s'agit du cinquième bateau de Shiraishi. Il porte donc comme « nom officiel » Spirit of Yukoh V, en hommage à Yukoh Tada, le maître de Shiraishi. Il rejoint le jour même Lorient, son port d'attache.
Le calendrier de préparation se trouve contrarié. Le bateau ne peut être prêt pour le Défi Azimut en septembre, ni pour le départ en octobre de la Transat Jacques-Vabre, qualificative pour le Vendée Globe. Aucune explication n'est fournie pour ces retards. Shiraishi ne le révélera qu'en février 2021, à l'arrivée du Vendée Globe : « Je ne l'avais pas encore annoncé mais un an avant mon Vendée Globe, j’ai subi une grosse opération de chirurgie cardiaque. » En 2020, la pandémie de covid-19 provoque l'annulation de deux autres courses qualificatives : The Transat, prévue en mai, et New York-Les Sables, prévue en juin.

### Vendée-Arctique-Les Sables-d'Olonne

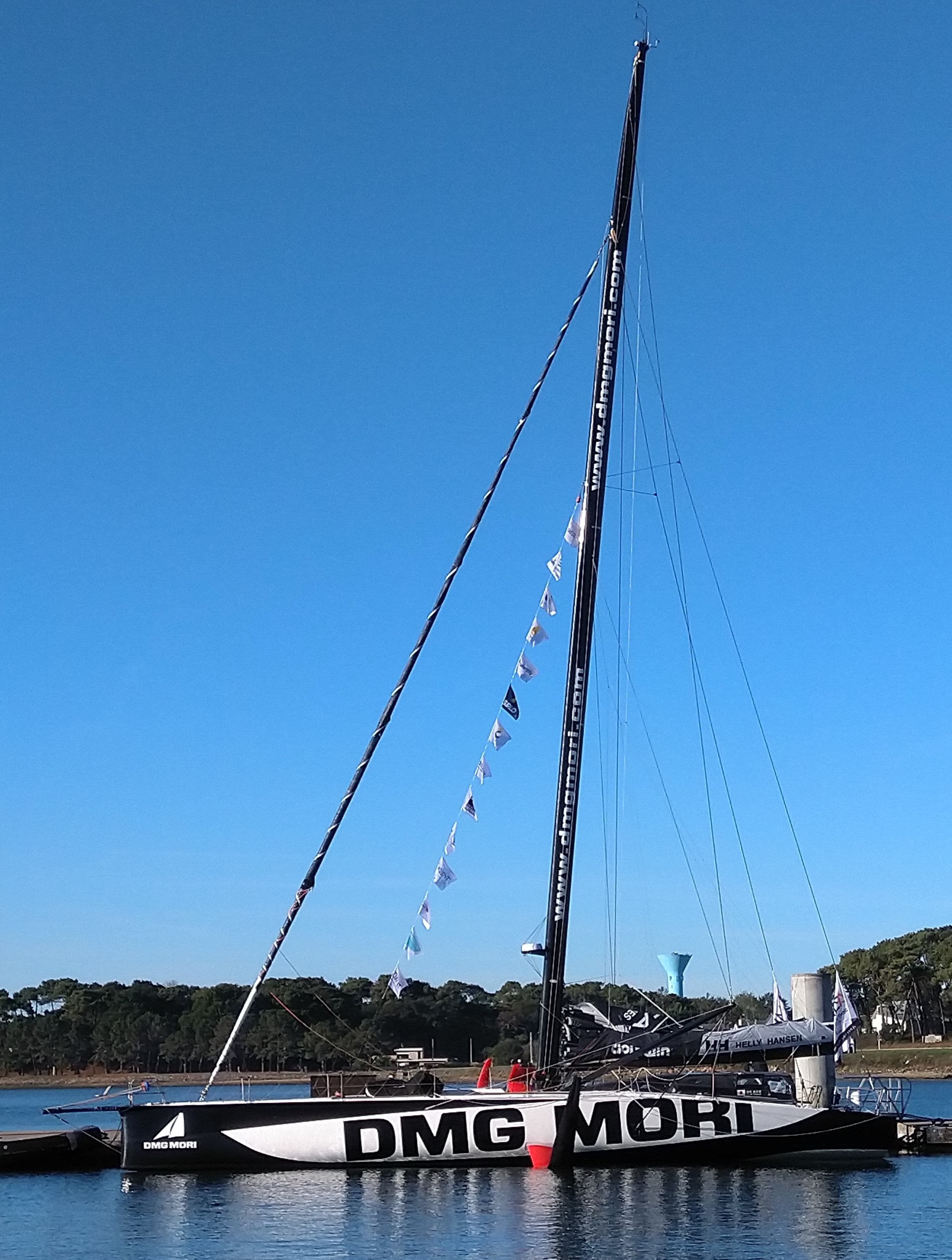
À Lorient, son port d'attache.

Cette dernière est remplacée par une épreuve inédite, la Vendée-Arctique-Les Sables-d'Olonne, qui part le 4 juillet 2020. Dès le début de cette première course, Shiraishi connaît quantité de problèmes techniques. Le sixième jour, il fait remarquer : « Jusqu’à présent, j’ai plus réparé que navigué […] On n’avait pas encore pu tester le bateau à 100 % dans des conditions de grosse mer. C’est une très bonne chose que cette course ait pu être organisée, elle nous permet d’affronter de grosses conditions. Ce qui nous arrive est normal. » DMG Mori termine 10e. « Pendant cette course, dit son skipper, j’ai eu beaucoup de soucis à bord que l’on n’avait pas eus pendant les entraînements. On sait maintenant ce qu’il faut changer et améliorer durant notre chantier d'été. »

### Vendée Globe 2020-2021
Le départ du Vendée Globe est donné le 8 novembre 2020. Le 14, une panne de pilote automatique provoque trois empannages incontrôlés sur DMG Mori Global One. La grand-voile est déchirée. Quatre lattes sont endommagées. Six jours durant, Shiraishi s'applique à couper une partie de la voile et à raccorder partie haute et partie basse. Lorsqu'il reprend la course, il est en 31e position. Le bateau ne peut plus avoir de grand-voile haute, il va moins vite, mais la réparation tient. DMG Mori remonte peu à peu l'arrière de la flottille. Le 11 février 2021, il termine 16e, sur 33 bateaux au départ. Son temps est de 94 jours, 21 heures, 32 minutes et 56 secondes. Il a parcouru sur le fond 29 067,67 milles, à 12,76 milles de moyenne.

### Tournée au Japon
En mai 2021, le bateau est transporté par cargo au Japon. Il y effectue une tournée des ports permettant aux Japonais de découvrir l'univers de la voile.

### Saison 2022

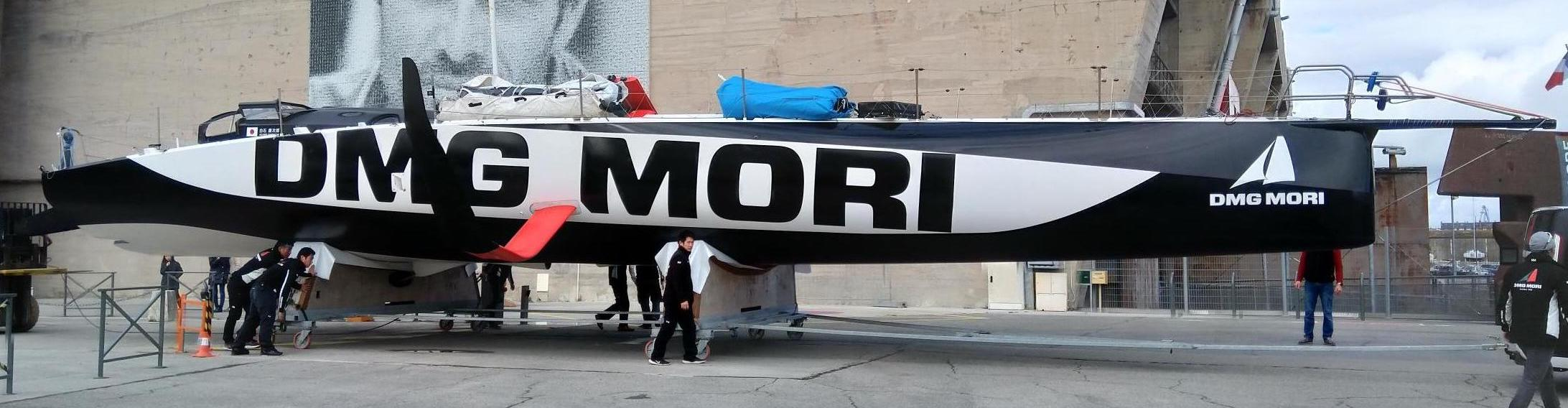
Sortie du chantier d'hiver, le 12 avril 2022, pour être remis à l'eau.

En février 2022, DMG Mori Global One est de retour à Lorient. Après son chantier d'hiver, il est remis à l'eau en avril. En mai, il termine 14e de la Bermudes 1000 Race. En juin, il termine 20e de la Vendée-Arctique-Les Sables-d'Olonne.

## Palmarès
- 2020. 10e de la Vendée-Arctique-Les Sables-d'Olonne, barré par Kōjirō Shiraishi[15]

- 2020-2021. 16e sur 33 dans le Vendée Globe, barré par Kōjirō Shiraishi, en  94 jours, 21 heures, 32 minutes et 56 secondes[18]

- 2022 :
  - 14e sur 24 dans la Bermudes 1000 Race, barré par Kōjirō Shiraishi[21]
  - 20e sur 25 dans la Vendée-Arctique-Les Sables-d'Olonne, barré par Kōjirō Shiraishi[22]

- 2024-2025. 24e sur 40 du Vendée Globe, barré par Kōjirō Shiraishi, en 90 jours 21 h 34 min 41 s[23].